# テルペノイド

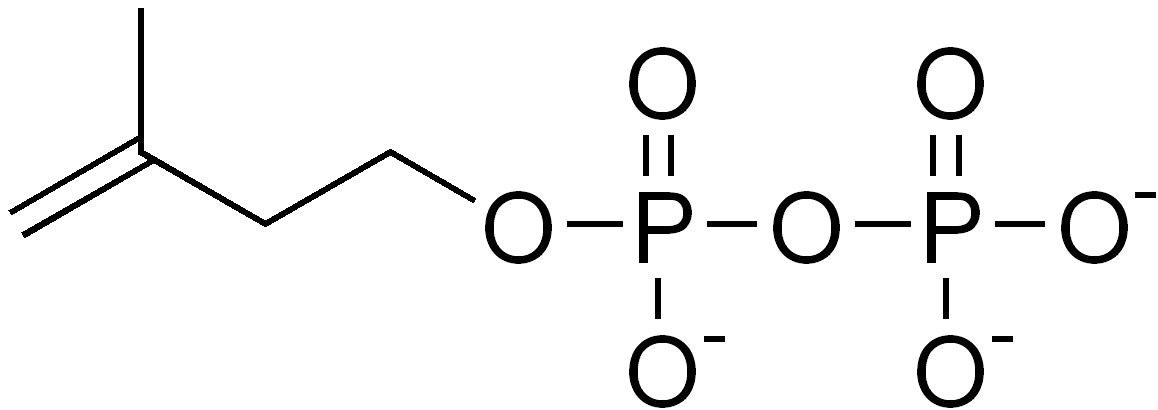
テルペノイド：イソペンテニル二リン酸の構造

テルペノイド（英: terpenoid）とは五炭素化合物であるイソプレンユニットを構成単位とする一群の天然物化合物の総称である。狭義にはテルペノイドはテルペン炭化水素の含酸素誘導体（アルデヒド・カルボン酸誘導体）を指すのでテルペン炭化水素を含めてテルペン類とも称される。自然界においてテルペノイドはメバロン酸経路もしくはMEP/DOXP経路（非メバロン酸経路）、およびそれに続くイソプレノイド生合成経路により合成されるイソプレノイドを出発物質とする。そのため広義にはテルペノイドはイソプレノイドに含められる。狭義のイソプレノイドは鎖状構造や連続する炭素二重結合に特徴があるのに対し、テルペノイドの多くは環構造を持ち、またイソプレン骨格に新たにメチル基が付加されたものや逆にメチル基が欠落したものも含まれる。そのような多様なテルペン炭化水素がさらに異なる官能基に誘導体化されるため、テルペノイドの多様性は非常に大きい。テルペノイドを含む広義のイソプレノイドからなる脂質・天然樹脂はすべての生物種に存在する最も大きな天然化合物のグループでもある。
重要な生理活性を示すテルペノイドの例として、カロテノイドやステロイドが知られている。カロテノイドは光合成における集光補助や抗酸化作用を示す。ステロイドは真核生物の細胞膜の維持・調整に不可欠である。一方、多くの植物性テルペノイドはその特徴的な芳香のために広く用いられている。植物性テルペノイドには抗菌性や抗腫瘍性があり薬草治療によく用いられ、他の薬理作用の研究もなされている。テルペノイドはユーカリの芳香、シナモンやクローブ、ショウガの風味、また花の黄色の発色に寄与している。よく知られているものにシトラール、メントール、ショウノウ、サルビア・ディビノラムに含まれるサルビノリンA、アサに見られるカンナビノイドがある。テルペノイド生合成系の酸化酵素の多くはシトクロムP450である。

## 構造と分類
狭義のテルペノイドは複数のイソプレンユニットの縮合および環化によって生成するテルペンがさらに誘導体化された化合物を指す。一般的には、テルペノイドはテルペン同様、基盤となるイソプレンユニットの数に応じて分類される。メチル基の転位、付加、除去、もしくは酸素原子の付加、さらには環の数によってテルペノイドの修飾を考えることもできる。
- モノテルペノイド、2イソプレンユニット
- セスキテルペノイド、3イソプレンユニット
- ジテルペノイド、4イソプレンユニット
- セスタテルペノイド、5イソプレンユニット
- トリテルペノイド、6イソプレンユニット
- テトラテルペノイド、8イソプレンユニット
- ポリテルペノイド、イソプレンユニットが１０以上のもの

## 生合成
テルペノイドの出発物質は2つの代謝経路で合成される。

### メバロン酸経路
1950年代に発見された代謝経路で、大部分の真核生物と古細菌、そして一部の細菌はこの経路によってテルペノイドを合成する。動物では最終的にコレステロールが合成される。この反応は細胞質基質で行われている。

### MEP/DOXP経路
2-C-メチル-D-エリトリトール-4-リン酸/1-デオキシ-D-キシルロース-5-リン酸経路（MEP/DOXP経路）は、1980年代に発見された代謝経路で、非メバロン酸経路とも呼ばれる。この経路は細菌の大部分、光合成真核生物（植物、藻類）とアピコンプレックス門の色素体に存在する。
| 有機体   | 代謝経路 |
| -------- | -------- |
| 真正細菌 | MVA、MEP |
| 古細菌   | MVA      |
| 緑藻類   | MEP      |
| 植物     | MVA、MEP |
| 動物     | MVA      |
| 菌類     | MVA      |

## 註・出典
1. 1 2  IUPAC, Compendium of Chemical Terminology, 2nd ed. (the "Gold Book") (1997). オンライン版:  (2006-) "Terpenoids".
2. ↑  このため、天然ゴムやカロチノイドも広義のテルペノイドとする見方も存在する。